# همه‌گیرشناسی
همه‌گیرشناسی یا اِپیدمیولوژی (به انگلیسی: Epidemiology) مطالعه نحوه انتشار بیماری‌ها و عوامل بیماری‌زا، توزیع بیماری‌ها در زمان‌ها، مکان‌ها، نژادها یا فرهنگ‌های خاص یا هر عاملی که به سلامت مربوط باشد، است. این اصطلاح ابتدا به مفهوم «علم بررسی همه‌گیری بیماری‌های عفونی» به کار برده شد ولی امروزه با پیشرفت تمام علوم و از جمله علم پزشکی و بهداشت عمومی و کنترل بسیاری از همه‌گیری‌ها و تحولات اپیدمیولوژیک علل بیماری‌ها (تغییر علل اصلی مرگ و میر از بیماری واگیردار به بیماری مزمن) دامنه آن وسعت بیشتری پیدا کرده‌است، به مفهوم «علم بررسی انتشار و علل بیماری‌ها» تلقی می‌گردد. از نظر لغوی کلمه Epi به معنی روی، کلمه Demos به معنی مردم و کلمه Logus به معنی بررسی و شناخت بوده که معنی لغوی این اصطلاح عبارت است از «شناخت آنچه بر مردم می‌گذرد» و اگرچه وضعیت بهداشت و پزشکی جامعه مدنظر باشد ولی با اقتصاد، جامعه‌شناسی، فرهنگ، مذهب و… ارتباط بسیار نزدیکی دارد؛ چرا که در پزشکی بالینی به مفهوم مطب‌داری آن بیشتر خود فرد و بیماری او مد نظر است اما در همه‌گیرشناسی، بیشتر توجه به گروه و جامعه است و همه‌گیرشناسی بالینی به هر دو جنبه توجه دارد. فردی که در این زمینه تخصص و تبحر دارد را همه‌گیرشناس یا اپیدمولوژیست (Epidemiologist) می‌نامند.
اپیدمیولوژی اساس بسیاری از تحقیقات و یافته‌های پزشکی است. در این روش که مطالعات اپیدمیولوژیک نامیده می‌شود، بروز و شیوع یک بیماری با عوامل خطر یا اصطلاحاً ریسک فاکتورها مرتبط می‌شود و با تلاش برای کاهش عوامل خطری که ارتباط آن‌ها اثبات شده‌است، بار بیماری‌ها کنترل می‌شود. اپیدمیولوژی همچنین در فرایند تشخیص با تمرکز بر میزان شیوع بیماری‌ها در مناطق مختلف، احتمال خطاهای تشخیص را کاهش می‌دهد.